# Blazing Dragons
Blazing Dragons (Os Dragões da Mesa Quadrada, no Brasil) foi o título de uma série de desenho animado canadense e também de um jogo para PS1, ambos lançados em 1996 e criados pelo ator britânico Terry Jones.
Ambos se traram de uma paródia aos contos do Rei Artur e os cavaleiros da távola redonda, porém com os personagens sendo representados por dragões lutando contra cavaleiros humanos, invertendo os papéis da história. No entanto tanto jogo quanto desenho animado não possuem ligação entre si. O desenho durou duas temporadas, a última com mudanças significativas na animação e remoção de alguns personagens.
No Brasil já foi transmitido pela Nickelodeon em algum momento no final dos anos 90 .

## Personagens

### Dragões
- Escudeiro Flicker - O principal personagem da série. Ele é o escudeiro do Sir Loungelot, que vive aturando os abusos de seu líder. Ao contrário de Loungelot ele é o mais esperto e racional do grupo, e muitas vezes faz coisas que Loungelot tem medo de fazer, porém vive sendo ofuscado por ele. É apaixonado pela Princesa Flame.
- Princesa Flame - A filha do Rei Allfire e irmã postiça de Blaze. Assim como Flicker ela mostra ser mais esperta e útil que maior parte dos dragões do reino. Embora sendo uma princesa ela também se mostra ter capacidade de batalhar melhor que os outros cavaleiros. Tem uma paixão secreta por Flicker.
- Sir Loungelot - O considerado "melhor" cavaleiro do reino e líder de Flicker. Ao contrário do que todos pensam ele é um cavaleiro covarde, sedentário, narcisista e pouco esperto, vive abusando e dando ordens em Flicker e muitas vezes assumindo assumindo o prestígio pelas missões. Ele também aparenta ter um amor platônico pela Rainha e em se tornar o rei. É uma paródia de Sir Lancelot, mas possui um cabelo similar ao de Elvis Presley.
- Rei Allfire - O rei de Camelhot, líder dos Cavaleiros da Mesa Quadrada, pai de Flame e casado com a Rainha Griddle. No passado foi um grande cavaleiro responsável por retirar a Excaliburn (paródia a Excalibur) da pedra, porém com o tempo foi ficando gordo, velho e nervoso. É um bom rei e vive aturando os ataques de raiva de sua esposa. É uma paródia do Rei Artur. Na segunda temporada ele é chamado de Rei Grandão na dublagem brasileira.
- Rainha Griddle - A segunda e atual esposa de Allfire e mãe de Blaze. Ela é responsável por liderar todo o reino, indo além dando ordens até mesmo no próprio marido. Ela é foco da maior parte das piadas do desenho pelo fato de sua personalidade extremamente estressada, mimada e mandona, além do físico obeso e exagerado. Na segunda temporada ela é chamada de Rainha Redonda na dublagem brasileira.
- Sir Blaze - O filho da Rainha Griddle e irmão postiço de Flame. Ele também é membro da guarda dos Cavaleiros da Mesa Quadrada, porém assim como Loungelot e os outros não é muito inteligente. Tem um jeito meio afeminado e delicado, sendo o único a ter pernas compridas e aparentemente usar batom. Ele é sempre mimado pela mãe.
- Sir Burnevere - Um dos dragões cavaleiros. Ele é considerado um dos mais velhos, sábios e educados do grupo e sempre fala em palavras complicadas que os outros dragões parecem não entender.
- Sir Galahot - Um dos principais e mais fortes cavaleiros da mesa. Só aparece na primeira temporada.
- Sir Hotbreath - Outro dos dragões cavaleiros. É baixinho e possui um hábito incontrolável e arrotar fogo. Só aparece na primeira temporada.
- Cinder e Clinker - Um dragão de duas cabeças que atua como bobo da corte do reino. Uma cabeça é alegre enquanto a outra é séria. Sempre aparecem consolando a Rainha no castelo.
- Menestrel Andarilho - Um dragão cantor que normalmente aparece cantando com um violão e narrando os episódios em alguns momentos. Ele sempre aparece no começo e final de cada episódio. Só aparece na primeira temporada, na segunda só é visto aparecendo em um episódio revelando já ter sido despejado do reino.

### Humanos
- Conde Geoffrey - O vilão do desenho. Um cavaleiro humano ganancioso, incompetente e escravizador que busca a todo custo dominar o reino de Camelhot e derrotar os dragões. Mora num castelo em ruínas sendo sustentado por servos que ele escraviza e seus capangas: os Cavaleiros do Mal 1, 2 e 3 e a Bruxa Merle. Ele sempre tem seus planos frustrados por Flicker e Flame.
- Cavaleiros do Mal 1, 2 e 3 - Os três cavaleiros capangas do Conde Geoffrey. Não possuem nomes sendo referidos apenas pelos números e pro azar de Geoffrey todos os três são incompetentes e nada espertos.
- Espião do Mal - Um dos capangas de Geoffrey. Um espião (cujo rosto nunca é revelado) disfarçado de dragão que frequentemente invade Camelhot em busca de informações do que acontece no reino. Muitas vezes ele aparece junto dos cavaleiros de Allfire nos episódios.
- Merle - Uma bruxa velha, baixinha e feia que serve ao Conde Geoffrey. É rabugenta e incompetente, mas sempre que aparece tenta ajudar Geoffrey em seus planos para derrotar Allfire e os dragões com alguma bruxaria. É uma paródia do bruxo Merlim.